# Victoria, Malta
Victoria (maltesiska: Ir-Rabat) är en ort och kommun i republiken Malta. Den ligger på ön Gozo (Għawdex) i den nordvästra delen av landet, 29 kilometer nordväst om huvudstaden Valletta. Den benämns även Ir-Rabat Għawdex på maltesiska för att inte förväxlas med staden Ir-Rabat på ön Malta. Victoria är huvudorten på Gozo och utgångspunkt för alla busslinjer på ön.